# Henning Scherf

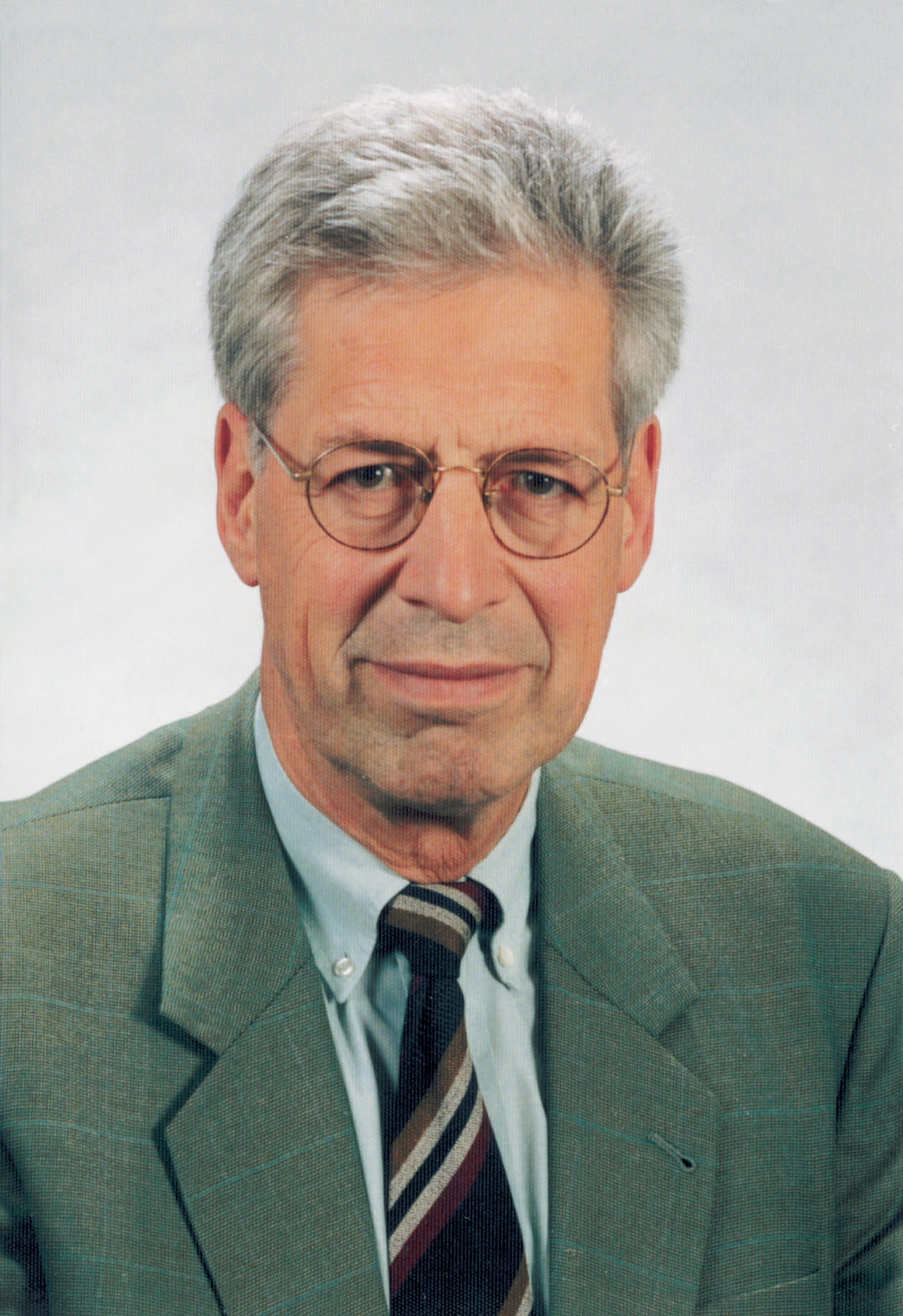
Henning Scherf

Henning Scherf (* 31. Oktober 1938 in Bremen) ist ein deutscher Politiker (SPD). Von 1978 bis 2005 gehörte er dem Senat der Freien Hansestadt Bremen an und amtierte ab 1995 als Bürgermeister und Präsident des Senats. Zuvor war Scherf Mitglied der Bremischen Bürgerschaft und Vorsitzender der Bremer SPD. Seit seinem Abschied aus der Politik engagiert er sich als Autor und in zahlreichen Ehrenämtern.

## Leben

### Familie
Scherf wuchs mit seinen sechs Geschwistern in der Bremer Neustadt auf, wo der Vater eine Drogerie betrieb. Aus der ersten Ehe des Vaters stammen drei Geschwister, unter ihnen der Wirtschaftswissenschaftler Harald Scherf. Der Vater heiratete ein zweites Mal; in der Ehe wurden drei Söhne geboren, darunter Henning Scherf. Während des Zweiten Weltkriegs wurde die Familie zweimal ausgebombt und zog zu den Großeltern nach Osterholz-Scharmbeck in die Teichstraße. Erst 1948 konnte die Familie in die Osterstraße in der Bremer Neustadt zurückkehren.
Scherf ist mit Luise Scherf verheiratet, zusammen haben sie drei Kinder und neun Enkel. Eine Schwiegertochter ist die Hamburgerin Julia Scherf, Richterin in Schleswig-Holstein und TV-Moderatorin. Henning Scherf lebt mit seiner Frau in einer Senioren-Wohngemeinschaft in der Bremer Innenstadt, die er 1987 mit zehn Freunden gegründet hat und die er als „Wahlfamilie“ bezeichnet. Er wirbt für diese Art des Zusammenlebens und empfiehlt sie als Chance für die alternde Gesellschaft.
2016 übernahm er im Theaterstück Terror von Ferdinand von Schirach die Rolle des Richters.

### Ausbildung und Beruf
Scherf studierte nach dem Abitur ab 1958 Rechtswissenschaften und Soziologie an der Albert-Ludwigs-Universität Freiburg und an der Freien Universität Berlin. Während seines Studiums wurde er vom Evangelischen Studienwerk Villigst gefördert. 1968 promovierte Scherf zum Dr. jur. mit einem Thema zur Präzisierung des § 73 BSHG. Er war anschließend bis 1971 als Rechtsanwalt in Bremen tätig.

### Politik
Seit 1963 ist Scherf Mitglied der SPD. Von 1972 bis 1978 war er Landesvorsitzender der SPD Bremen. Von 1984 bis 1999 gehörte er dem Bundesvorstand der SPD an. Vom 13. Oktober 1971 bis zum 27. September 1978 war Scherf Mitglied der Bremischen Bürgerschaft. Bei den folgenden sieben Bürgerschaftswahlen wurde er jeweils erneut in die Bürgerschaft gewählt, war jedoch aufgrund der Unvereinbarkeit von Senatsamt und Bürgerschaftsmandat gemäß Artikel 108 der Landesverfassung der Freien Hansestadt Bremen daran gehindert, sein Mandat auszuüben. Bei seinem Ausscheiden aus dem Senat 2005 verzichtete er auf das zuletzt bei der Bürgerschaftswahl 2003 erworbene Mandat und zog sich aus der Landespolitik zurück.

#### Mitglied des Senats
Am 27. September 1978 wurde Henning Scherf von der Bremischen Bürgerschaft erstmals in den Senat gewählt. Unter den Präsidenten des Senats Hans Koschnick (SPD, bis 1985) und Klaus Wedemeier (SPD, 1985 bis 1995) übte er viele Ämter aus: Vom September 1978 bis zum November 1979 war er Senator für Finanzen als Nachfolger von Karl-Heinz Jantzen (SPD); sein Nachfolger war Moritz Thape (SPD). Danach war er bis zum Februar 1990 Senator für Soziales, Jugend und Sport bzw. für Jugend und Soziales als Nachfolger von Walter Franke (SPD); seine Nachfolgerin war Sabine Uhl (SPD). Zugleich war er vom September 1985 zum Dezember 1991 als Bürgermeister Vertreter von Klaus Wedemeier. Vom Oktober 1987 bis zum Januar 1988 war er kommissarisch Senator für Gesundheit als Nachfolger von Herbert Brückner (SPD); sein Nachfolger war Vera Rüdiger (SPD). Vom Februar 1990 bis zum Juli 1995 war er Senator für Bildung, Wissenschaft und Kunst bzw. für Bildung und Wissenschaft als Nachfolger von Horst Werner Franke (SPD); seine Nachfolgerin war Bringfriede Kahrs (SPD). Von Dezember 1991 bis November 2005 war er zugleich Senator für Justiz und Verfassung.
1980 wandte er sich gegen ein Feierliches Gelöbnis der Bundeswehr im Weserstadion. Am Rande der Feier kam es zu schweren Straßenschlachten. Scherf wurde vorgeworfen, er habe mitdemonstriert. Er selbst sagte, er habe sich „zwischen den Linien“ aufgestellt, um zwischen Demonstranten und Polizei zu vermitteln.

#### Präsident des Senats
Nachdem sich Klaus Wedemeier nach dem enttäuschenden Abschneiden der SPD bei der Bürgerschaftswahl 1995 nicht mehr als Präsident des Senats zur Verfügung gestellt hatte, lag die Vorentscheidung der Nachfolge bei den Mitgliedern der Bremer SPD. In einer Urabstimmung setzte sich Scherf gegen den früheren Chef der Bremer Senatskanzlei Hans-Helmut Euler durch. Obwohl Scherf sich im Gegensatz zu Euler für eine rot-grüne Koalition in Bremen ausgesprochen hatte, votierten die SPD-Mitglieder bei einer parallelen Befragung für eine Koalition mit der CDU. Am 4. Juli 1995 wurde er zum Präsidenten des Senats und Bürgermeister gewählt und war zugleich der Senator für kirchliche Angelegenheiten. Er bildete die bis 2007 regierende Große Koalition aus SPD und CDU und erwarb sich bald den Ruf, ein vehementer Befürworter der Zusammenarbeit mit der CDU zu sein.
Scherf war auch Senator für Justiz und Verfassung und zudem vom März 2003 bis zum Ende seiner Amtszeit Vorsitzender des Vermittlungsausschusses von Bundestag und Bundesrat.
Als Bürgermeister bemühte sich Scherf um einen konsensorientierten und bürgernahen Politikstil. Seine persönlichen Popularitätswerte waren hoch und lagen Umfragen zufolge deutlich über denen seiner Partei und seiner Regierung. Im Ergebnis trugen sie dazu bei, dass sich die SPD bei der Bürgerschaftswahl 1999 entgegen dem Bundestrend von 33,4 Prozent auf 42,6 Prozent der Stimmen verbesserte.
Bei der Bürgerschaftswahl 2003 verknüpfte Scherf das Abschneiden der SPD mit seinem politischen Schicksal. Er kündigte an, nur im Fall eines Wahlsieges der SPD weiter politisch tätig sein zu wollen. Die SPD gewann die Wahl mit 42,3 Prozent der Stimmen, der einzige SPD-Wahlsieg von 2003 inmitten einer Reihe von Niederlagen bei anderen Landtagswahlen.
Zur Wahlkampftaktik von Scherf gehörte unter anderem eine bewusste Abgrenzung vom damaligen Bundeskanzler und SPD-Vorsitzenden Gerhard Schröder, der sich zu dieser Zeit in einem Popularitätstief befand: Scherf verzichtete auf gemeinsame Wahlkampfauftritte mit Schröder, und in den politischen Kommentaren nach der Bremer Wahl hieß es mehrfach, die SPD habe hier „trotz“ Schröder gesiegt.
In Scherfs Amtszeit fiel 2004 die Errichtung des subventionierten Space Park Bremen. Die Einrichtung schloss erfolglos bereits im selben Jahr und es wurde 2008 ein Einkaufszentrum. Die Staatsverschuldung stieg in Scherfs Amtszeit weiter an.
Im November 2005 trat Scherf als Regierungschef zurück. Er machte für sein Ausscheiden persönliche Gründe geltend. Zu seinem Nachfolger wählte die Bremische Bürgerschaft den bisherigen SPD-Fraktionsvorsitzenden Jens Böhrnsen.

#### Drogenpolitik
1989 stimmte die Bremische Bürgerschaft „[g]egen den entschiedenen Widerstand von Bürgermeister […] Henning Scherf“ für die Erweiterung der Drogensubstitution. „Der Senat wurde aufgefordert, ein ressortübergreifendes Konzept für eine neuorientierte Drogenpolitik in Bremen zu erarbeiten“. Nach Aussage des Gefängnisarztes Klaus-Jürgen Fritsch war Scherf „anfangs gar kein Freund von Substitution“, er habe aber „halt gesehen, dass es nicht anders geht“ und dann Anfang der 1990er Jahre Fritsch mit der Schaffung eines Methadonprogramms beauftragt. Mit dem Programm sei Bremen „unter den Ersten“ gewesen und habe „gute Erfolge“ erzielen und „den Druck aus dem Kessel nehmen“ können.
1992 schuf Scherf die rechtliche Grundlage für die Brechmittel-Prozedur zur Beweissicherung bei Drogenschmuggel. Scherf verteidigte diese Praxis, als das Oberlandesgericht Frankfurt 1996 entschied, dass „das rechtsgrundlose zwangsweise Verabreichen von Brechmitteln gegen die Verpflichtung zum Schutz der Menschenwürde und gegen das allgemeine Persönlichkeitsrecht des Angeklagten“ verstößt. Nach dem Bremer Todesfall Laye-Alama Condé um den Jahreswechsel 2004/2005 wurde der Brechmitteleinsatz beendet. Im Zuge der rechtlichen Aufarbeitung leitete die Staatsanwaltschaft auch ein Ermittlungsverfahren gegen Scherf wegen des Verdachts der uneidlichen Falschaussage ein. Er hatte über die Gründe seines Nichterscheinens als Zeuge im Prozess gegen den Polizeiarzt die Unwahrheit gesagt. In zwei Interviews knapp 12 Jahre später, bedauerte Scherf sein Verhalten. Er nannte die Brechmittelpraxis einen Fehler und erklärte seine falsche Entschuldigung vor Gericht damit, dass er „den Tod von Laye-Alama Condé wahrscheinlich verdrängen wollte.“
Ein Artikel von buten un binnen anlässlich Scherfs 80. Geburtstag nennt die Lüge vor Gericht einen „Knick im Erbe“.

#### Politikstil
Scherf zeigte eine große Bürgernähe. Er pflegte einen sehr direkten Umgang mit den Bürgern und war oft auch zu Fuß oder mit dem Fahrrad in der Innenstadt unterwegs (stets ohne Polizeischutz), und es war durchaus möglich, ihn direkt anzusprechen oder von ihm mit den Worten „Tach auch, ich bin Ihr Bürgermeister!“ angesprochen zu werden. Seine Popularität wurde durch diese Nähe und die persönliche Bescheidenheit gefördert.
Doch er galt, legendär für die häufigen, herzlichen Umarmungen seiner Bürger und Mitmenschen, nicht nur als „Oma-Knutscher“, sondern neigte auch dazu, Andersdenkende anzugreifen und „manchmal unzutreffende Behauptungen in die Welt“ zu setzen – „teils, um Kritik abzuwehren, teils, weil er den genauen Sachverhalt nicht kennt“; als seinen Fehler bezeichnete er es selber, „dass ich ungerecht und ungeduldig sein kann“.

### Weitere Ämter
- Scherf ist Schirmherr
  - der Deutschen Stiftung für Demenzerkrankte[19]
  - des Stiftungspreises der Stiftung Gib Bildung eine Chance seit 2011,
  - der Hilfsorganisation HelpAge Deutschland für alte Menschen seit 2006.
  - der Patienteninitiative Ambulante Versorgungsbrücken seit 2008.
- 2005 wurde er zum Präsidenten des Deutschen Chorverbandes (DCV) gewählt und hatte das Amt bis 2018 inne.
- Von 2006 bis 2017 Vorstandsvorsitzender von Pan y Arte (Münster) als Nachfolger von Dietmar Schönherr, seither Ehrenvorsitzender.[20]
- Er war Kuratoriumsvorsitzender des Evangelischen Studienwerks Villigst (2007 bis 2011).
- Seit 2010 ist er Pate des Kinderhospizes Bethel.[21]
- Bis Anfang 2014 war er Arbeitnehmervertreter im Aufsichtsrat der ArcelorMittal Bremen.[22]
- Er ist Mitglied des Kuratoriums des forum thomanum Leipzig e. V.[23]

### Sport
Scherf ist „eingefleischter Salzbuckel“ (Hochseesegler) und segelte schon mit der Segelkameradschaft Wappen von Bremen über den Atlantik.

## Ehrungen
- 2003 Der Deutsche Fahrradpreis – best for bike als „fahrradfreundlichste Persönlichkeit“
- 2004 erhielt er den Orden wider den tierischen Ernst des Aachener Karnevalvereins.
- Die Marie-Juchacz-Plakette der Arbeiterwohlfahrt wurde ihm 2004 verliehen.
- 2018 wurde er für Verdienste zum Wohle des Landes Bremen mit der Bremischen Ehrenmedaille in Gold ausgezeichnet.[26]

## Schriften
- Die zwangsweise Unterbringung Gefährdeter nach dem Bundessozialhilfegesetz: Zur näheren Präzisierung des § 73 Abs. 2 BSHG, Hamburg 1970, DNB 482078006, (Dissertation Universität Hamburg, Rechtswissenschaftliche Fakultät, 13. Februar 1970, XXXII, 132 Seiten).
- als Herausgeber, mit Rolf G. Heinze: Sozialstaat 2000. Auf dem Weg zu neuen Grundlagen der sozialen Sicherung, ein Diskussionsband. (= Forschungsinstitut der Friedrich-Ebert-Stiftung, Reihe: Arbeit. Band 20). Neue Gesellschaft, Bonn 1988, ISBN 3-87831-453-1.
- Grau ist bunt: Was im Alter möglich ist. Herder, Freiburg im Breisgau 2007, ISBN 978-3-451-28593-6.
- Gast bei fremden Freunden. Eine Weltreise à la Scherf. Radius, Stuttgart 2008, ISBN 978-3-87173-102-0.
- Im Flug über Bremen, Bremerhaven und Umgebung. Hinstorff, Rostock 2008, ISBN 978-3-356-01228-6.
- Gemeinsam statt einsam. Meine Erfahrungen für die Zukunft. Herder, Freiburg im Breisgau 2009, ISBN 978-3-451-30255-8.
- Das Alter kommt auf meine Weise. Lebenskonzepte heute für morgen (Zusammen mit Ilse Biberti). Südwest-Verlag, München 2009, ISBN 978-3-517-08527-2.
- Wer nach vorne schaut, bleibt länger jung. Herder, Freiburg im Breisgau 2012, ISBN 978-3-451-33257-9.
- Altersreise. Herder, Freiburg im Breisgau, 2013, ISBN 978-3-451-06487-6.
- Mehr Leben – Warum Jung und Alt zusammengehören. Herder, Freiburg im Breisgau 2013, ISBN 978-3-451-30912-0.
- mit Annelie Keil: Das letzte Tabu. Über das Sterben reden und den Abschied leben lernen. Herder, Freiburg im Breisgau 2016, ISBN 978-3-451-34926-3.

In seinem vielbeachteten Buch Grau ist bunt: Was im Alter möglich ist (2007) wirbt Scherf für einen veränderten Umgang mit alten Menschen. Er widerspricht den Thesen in dem Bestseller Das Methusalem-Komplott des damaligen FAZ-Herausgebers Frank Schirrmacher. In der Generation der Älteren sieht Scherf die „klassische ehrenamtliche Basis“ unserer Gesellschaft, denn wer heute 60 werde, habe im Schnitt noch 30 Jahre Leben vor sich: „30 Jahre in wunderbaren Bedingungen, weil wir nämlich eine Rente haben, die uns ernährt, weil wir plötzlich Zeit haben, weil wir noch fit sind, weil wir uns noch interessieren können, einmischen können, weil wir uns noch beteiligen können, ohne immer zu fragen: Kriege ich da auch das richtige Gehalt dafür?“